# Coober Pedy
Coober Pedy (/ˈkuːbə ˈpiːdi/) est un village sur la Stuart Highway situé à 846 km au nord d'Adélaïde, en Australie-Méridionale. En 2016, il compte 1 762 habitants.
Il est connu comme la « capitale mondiale de production d'opale » et par le fait que la plupart des habitants vivent dans des maisons troglodytes, surtout d'anciennes mines rénovées, en raison de la chaleur torride le jour,,,. Le nom « Coober Pedy » provient du terme aborigène local Kupa Piti qui signifie « le trou de l'homme blanc ».

## Histoire
Les Aborigènes sont installés de longue date dans la région. Le premier Européen à passer à proximité du site de Coober Pedy fut John McDouall Stuart en 1858, mais le village ne fut créé qu'après 1915, lorsque de l'opale y fut découverte par Willie Hutchinson. Les mineurs y ont emménagé vers 1916.

## Climat
Coober Pedy a un climat désertique (Köppen: BWh) avec des étés très chauds et des hivers doux. La pluviométrie est très faible: 145,1 mm par an, avec un maximum lèger d'été. La température la plus élevée enregistrée est de 48,3 ºC le 20 décembre 2019, tandis que la température la plus basse est de −2,0 ºC le 30 juillet 1976.
| Mois                                            | jan. | fév. | mars | avril | mai  | juin | jui. | août | sep. | oct. | nov. | déc. | année |
| ----------------------------------------------- | ---- | ---- | ---- | ----- | ---- | ---- | ---- | ---- | ---- | ---- | ---- | ---- | ----- |
| Température minimale moyenne (°C)               | 22,2 | 21,5 | 18,6 | 14,5  | 9,9  | 6,9  | 6,3  | 7,6  | 11,2 | 14,2 | 17,6 | 20   | 14,2  |
| Température maximale moyenne (°C)               | 36,7 | 35,6 | 32,2 | 27,2  | 22   | 18,3 | 18,7 | 21,2 | 25,8 | 28,9 | 32,1 | 34,6 | 27,8  |
| Record de froid (°C)                            | 9,4  | 10,6 | 9,2  | 5     | 1,4  | −0,1 | −2   | 0,6  | 1,7  | 3,9  | 6,7  | 10   | −2    |
| Record de chaleur (°C)                          | 47,8 | 47   | 44,4 | 41,5  | 33,5 | 32,1 | 32   | 35   | 39,4 | 44,8 | 45,9 | 48,3 | 48,3  |
| Précipitations (mm)                             | 14,8 | 14,3 | 10,5 | 14,8  | 9,6  | 13,7 | 4,5  | 6,6  | 8,2  | 13,1 | 15,4 | 19,3 | 145,1 |
| dont nombre de jours avec précipitations ≥ 1 mm | 1,8  | 1,5  | 1,3  | 1,8   | 1,6  | 2    | 1    | 1,3  | 1,3  | 2,2  | 3    | 2,7  | 21,5  |
| Humidité relative (%)                           | 18   | 22   | 22   | 26    | 33   | 41   | 37   | 29   | 24   | 22   | 21   | 20   | 26    |

## Habitat troglodytique
Les températures moyennes estivales de ce désert inhospitalier font que de nombreux habitants préfèrent vivre dans des grottes creusées dans les collines. Un habitat troglodytique standard de trois chambres avec salon, cuisine et salle de bain, creusée dans le roc à flanc de colline, revient au même prix qu'une maison normale. Elle a l'avantage de rester à température constante, alors qu'une maison classique a besoin de l'air conditionné, en particulier pendant les mois d'été, lorsque les températures dépassent souvent les 40 °C. L'humidité relative dépasse rarement 20 % lors des journées chaudes et le ciel est généralement sans nuage. La température maximale moyenne est de 30 à 32 °C, mais il peut faire assez froid en hiver. Il est parfois admis que de retour de la guerre des tranchées, les soldats répandirent ce mode de vie souterrain.

## Tourisme
Coober Pedy est situé à peu près à mi-chemin entre Adélaïde et Alice Springs et est devenu une étape et une destination touristique populaire, surtout depuis 1987 que la Stuart Highway est entièrement goudronnée.
Les points d'intérêt à Coober Pedy incluent les mines et autres établissements souterrains : hôtels, bars, magasins, galeries d'art, églises, etc.,,. Le premier arbre jamais vu dans le village est en ferraille et est toujours implanté sur une colline surplombant le village. Le terrain de golf local, le plus souvent fréquenté la nuit par des joueurs utilisant des balles lumineuses pour éviter les températures diurnes, est totalement dépourvu de gazon et les golfeurs ont l'habitude de prendre un petit morceau de gazon pour leur tee. Ce terrain de golf, situé à 3,5 kilomètres au Nord de la ville, a été élu dans le top 10 des terrains les plus atypiques au monde et le club de golf est le seul club au monde à partager un partenariat de jeu avec le très célèbre Royal and Ancient Golf Club of St Andrews,, en Écosse, considéré comme le berceau du golf.

## Dans la culture
La ville et son arrière-pays, pour des raisons variées, sont très photogéniques et ont donc attiré les cinéastes. La ville joue un rôle central dans le film de Wim Wenders Jusqu'au bout du monde (1991). Elle est aussi le lieu de tournage des films Le Secret de Kelly-Anne (2005), et Limbo (2023). Le journaliste Philippe Gougler y passe une nuit dans une grotte pour un épisode de l'émission Des trains pas comme les autres.
L'arrière-pays, notamment les Breakaways et la Moon Plain, sont les toiles de fond vedettes de films comme Mad Max : Au-delà du dôme du tonnerre, Planète rouge, Priscilla, folle du désert, Pitch Black et Le Sang des héros qui ont largement utilisé la population locale comme figurants. Coober Pedy figure également dans la deuxième saison de la série télévisée The Amazing Race. Le clip Kiss The Dirt (Falling Down the Mountain) du groupe INXS a aussi été tourné sur la Moon Plain.
Le livre Wildfire de Chris Ryan parle de Coober Pedy, mais écrit qu'il n'y a que trois bâtiments sur la surface et le reste de la ville est sous terre.

## Galerie

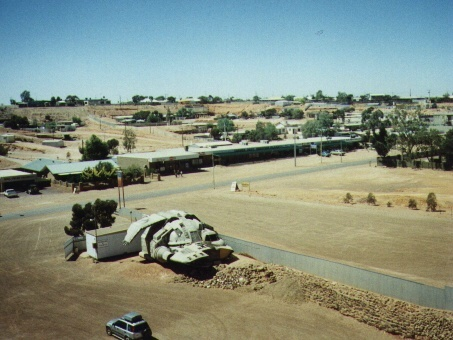
Un accessoire abandonné en 1999 du film Pitch Black.
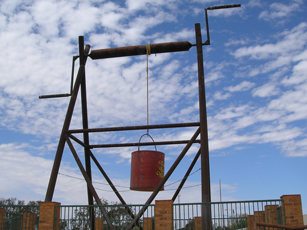
The Big Winch (Le Grand Treuil), œuvre artistique évoquant la production d'opale.
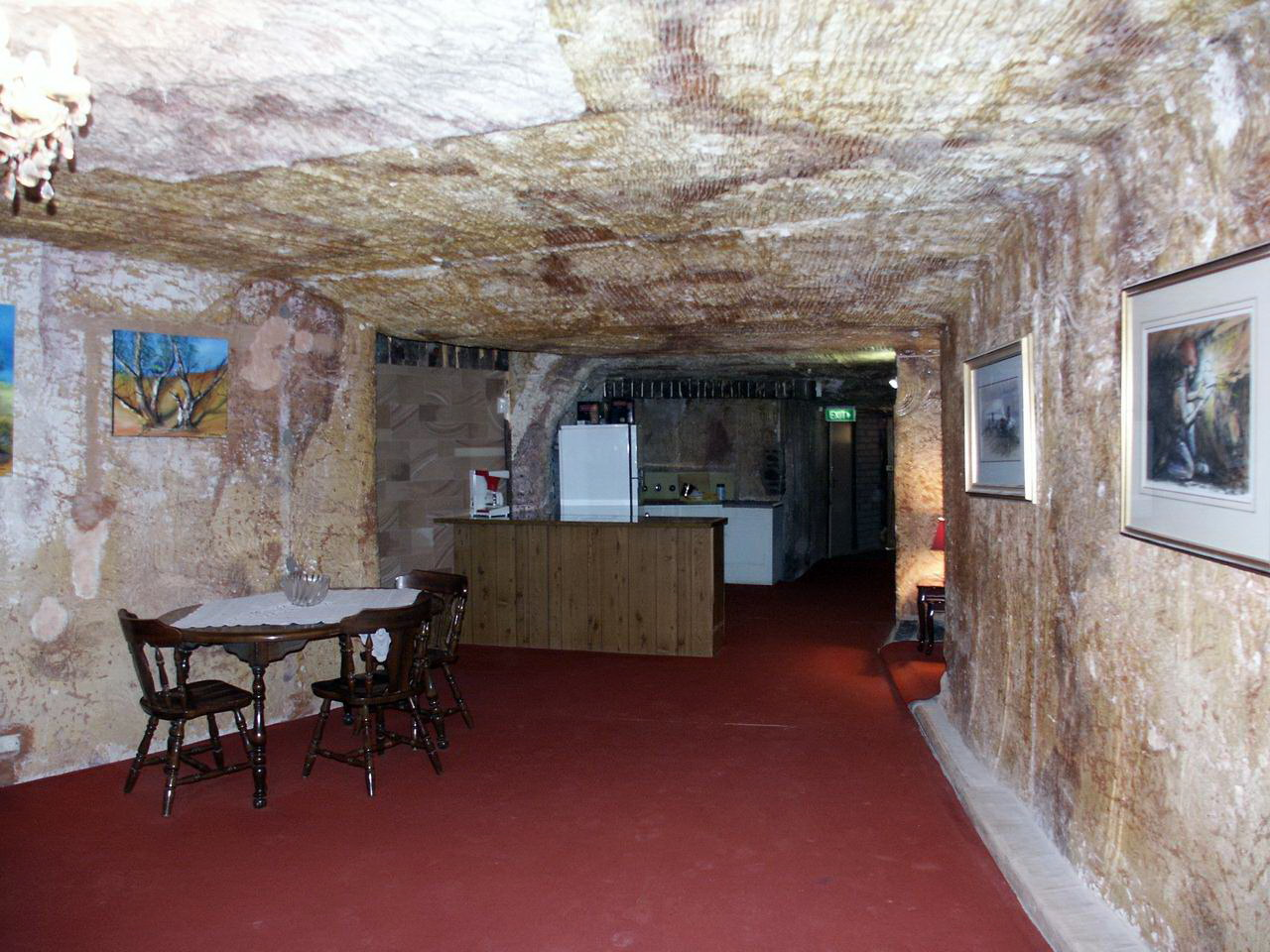
Maison troglodyte.
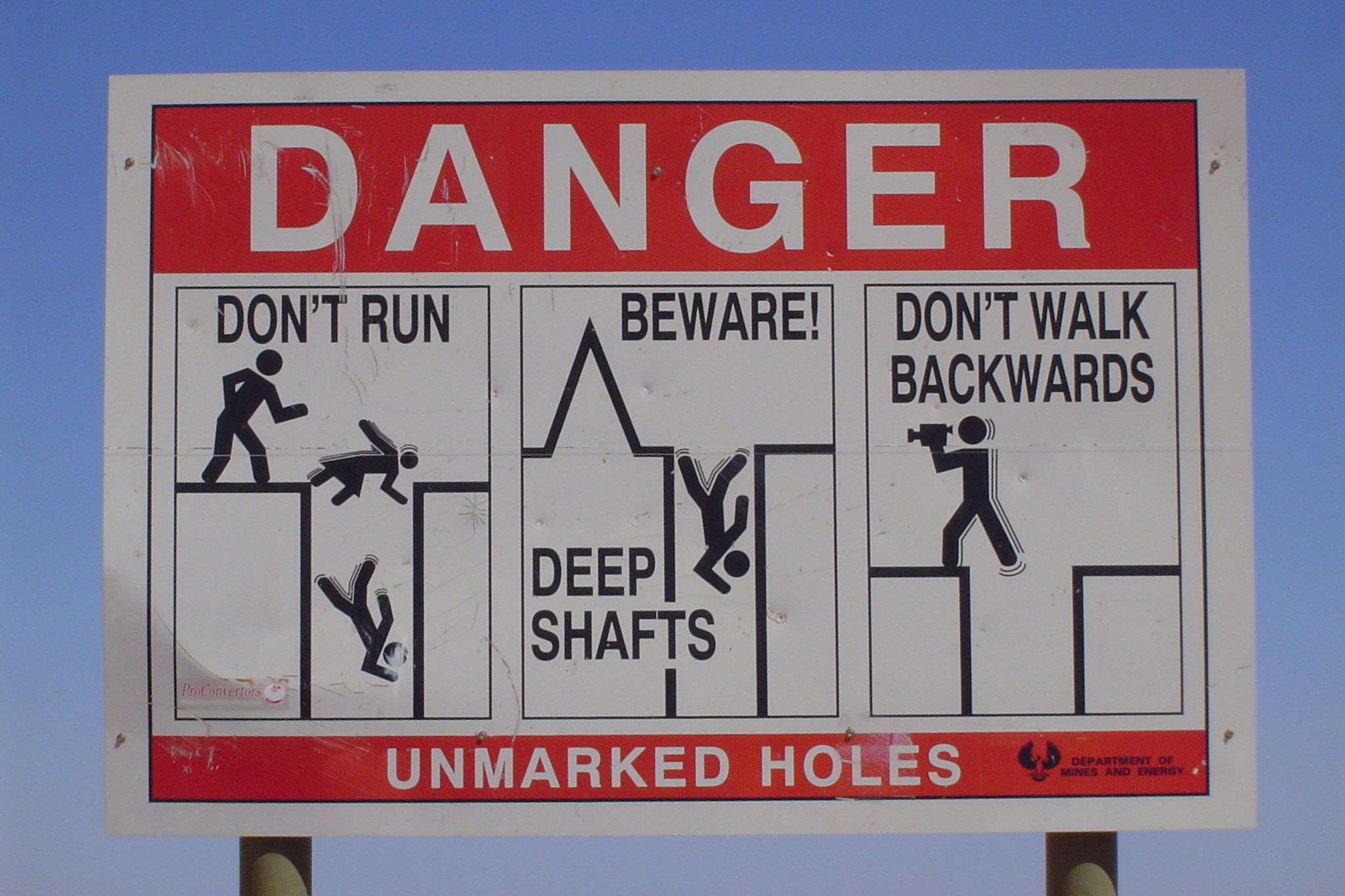
Panneau de menace de chute à Coober Pedy.

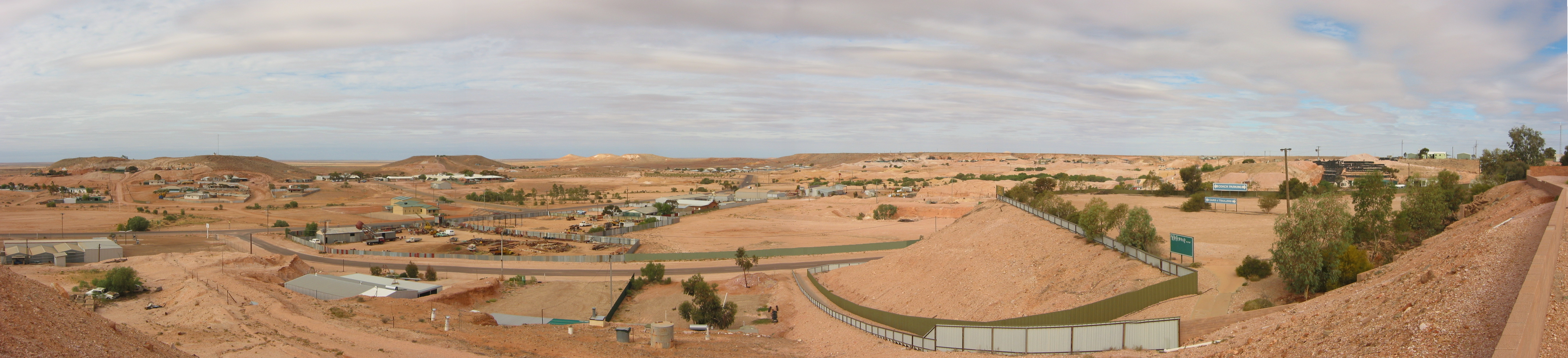
Vue panoramique sur Coober Pedy.

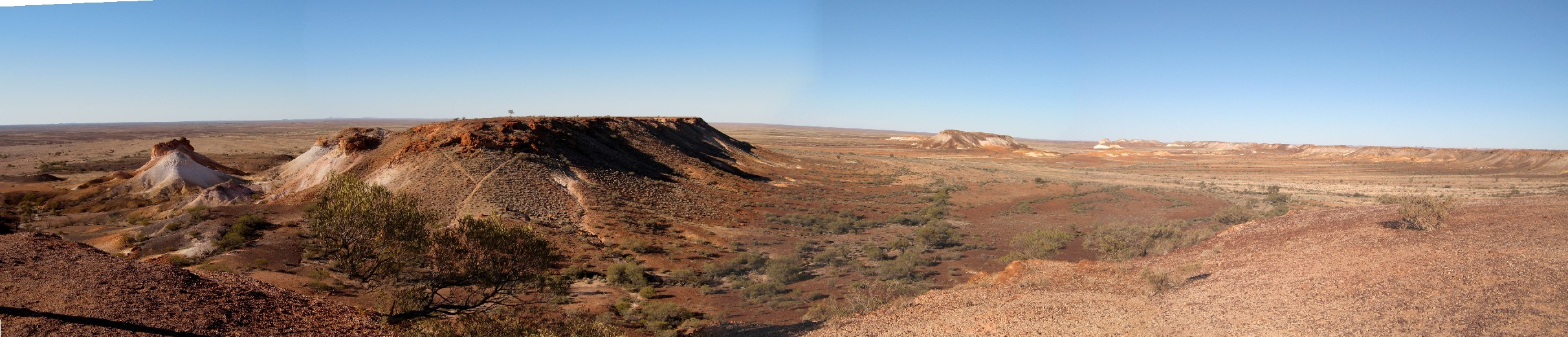
The Breakaways Reserve à 34 km au nord de Coober Pedy.

## Pour approfondir